# Engineering-Data-Management
Das Engineering-Data-Management (EDM) beinhaltet die ganzheitliche, strukturierte und konsistente Verwaltung aller Abläufe und Daten, die bei der Entwicklung von neuen oder bei der Änderung von vorhandenen Produkten, dem sog. Engineering, während ihres gesamten Produktlebenszyklus anfallen.

## Engineering-Data-Management-Systeme
EDM-Systeme dienen hierbei als tragendes Netzwerk bzw. als tragende Plattform: Die während der Produktentwicklung benötigten elektronischen Anwendungssysteme (z. B. CAx-Anwendungen, Büroanwendungen, PPS-Systeme, NC-Roboter) werden über Schnittstellen zu einem Gesamtsystem integriert. Die produktrelevanten Informationen bzw. Unternehmensdaten werden definiert, generiert, bearbeitet, kontrolliert, verteilt und gesichert bzw. abgelegt.
Mögliche Daten und Dokumente, die durch EDM-Systeme verwaltet werden, sind: Produktkonfigurationen (z. B. Stücklisten), CAD-Modelle und -Zeichnungen, beliebige Arten von Dokumenten in elektronischer und nicht elektronischer Form, Bilddateien, NC-Programme, Projekt- und Arbeitspläne.

## Softwarezentralisierung und neue Definitionen
Weil es sich überwiegend um Dokumente verschiedenster Form handelt, wird der Begriff "Engineering-Data-Management-System (EDMS)" in letzter Zeit zunehmend durch den Begriff "Engineering-Dokumentenmanagement-System (EDMS)" ersetzt (vgl. z. B. das Glossar des Fraunhofer-Instituts für Arbeitswirtschaft und Organisation), wobei der Begriff des Datenmanagements über die reine Dokumentenverwaltung hinausgeht.
Viele aktuelle Dokumentenmanagement-Systeme enthalten auch schon weitergehende Funktionalitäten (etwa die Groupware IBM/Lotus Notes), weshalb sich die hier allgemein genutzte Begrifflichkeit in der EDV generell auch eher in Richtung Enterprise Content Management System bewegt. Außerdem fanden Dokumentenmanagement-Systeme in letzter Zeit auch Eingang in die Enterprise-Resource-Planning-Systeme (in der Erklärung des Dokumentenmanagement-Systems der ERP-Software SAP R/3-Enterprise gibt es z. B. einen eindeutigen Verweis auch zu den CAx-Lösungen), d. h. auch hier gibt es eine eindeutige Zentralisierung.

## Andere Begrifflichkeiten
Eine ähnliche Begrifflichkeit, die sich aus dem Engineering-Data-Management entwickelt hat, ist das sog. Produktdatenmanagement bzw. Product-Data-Management.
Andere, teils aber auch schon veraltete Begriffe für Engineering-Data-Management sind auch: Engineering Database (EDB), Technisches Informationssystem (TIS), Zeichnungsverwaltungssystem (ZVS).